# Jann Castor

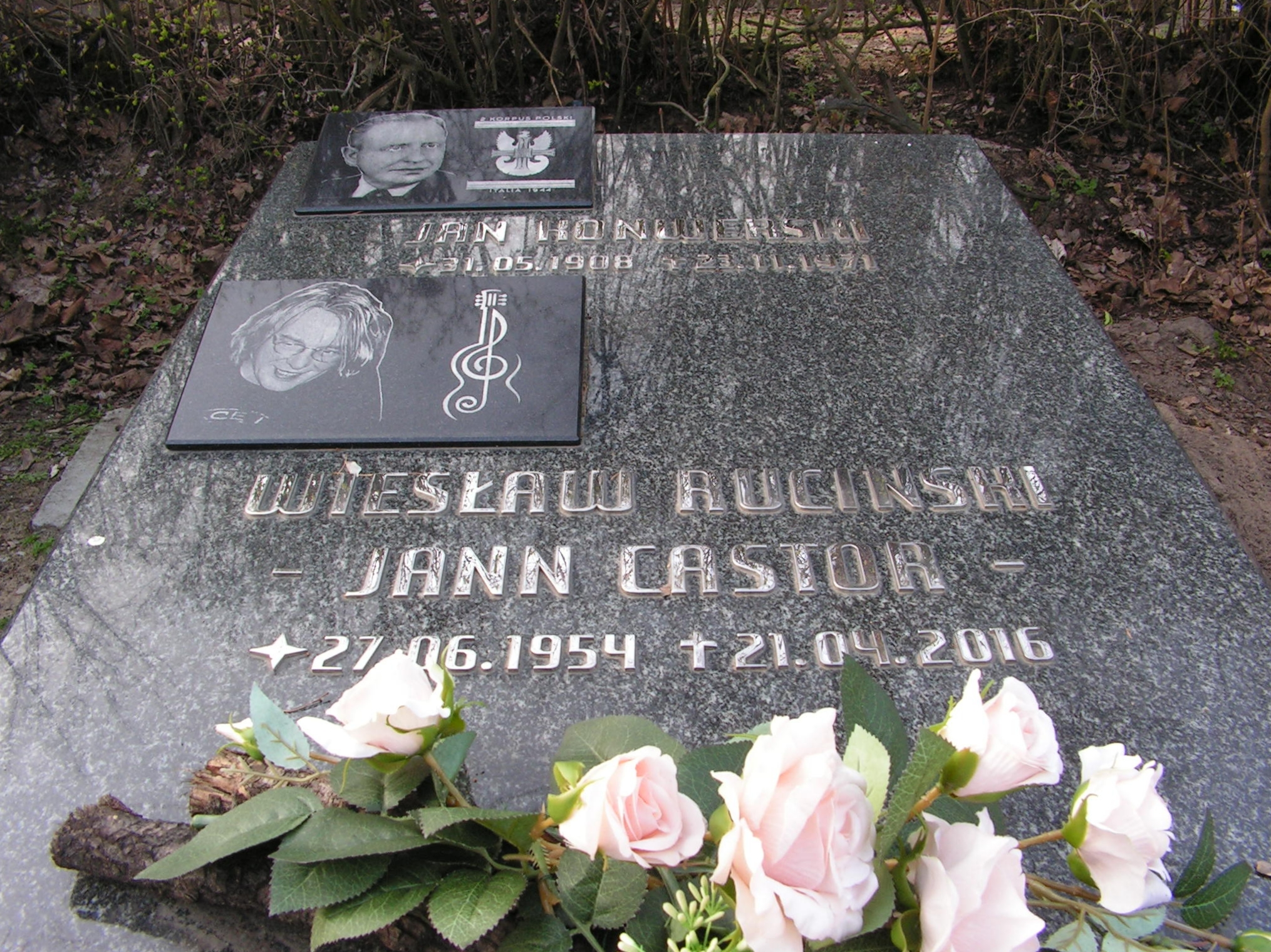
Grób Janna Castora na Cmentarzu Komunalnym we Włocławku

Jann Castor, Jan Castor, właśc.  Wiesław Ruciński (ur. 27 czerwca 1954 we Włocławku, zm. 21 kwietnia 2016 w Los Angeles) – polski muzyk, wykonawca i kompozytor, poeta.

## Życiorys
W 1973 roku ukończył III Liceum Ogólnokształcące im. Marii Konopnickiej we Włocławku. W drugiej połowie lat 70. XX wieku, jako student chemii UMK był liderem toruńskiego zespołu artrockowego Res Publica. W tym okresie Ruciński tworzył eksperymentalne kompozycje rockowe, do których teksty często czerpał z poezji światowej, np. Winds of May Jamesa Joyce’a. Na prymitywnym, dostępnym w owych czasach w Polsce, sprzęcie dokonywał nagrań miksując i nakładając nagrywane przez siebie ścieżki. Te nagrania próbował samodzielnie rozpowszechniać na kasetach. Po nagraniu singla w wytwórni Tonpress w Polsce, wyjechał do Australii, gdzie przez wytwórnię BMG wydał 2 płyty CD: „Precedence” oraz „Red Express”. Był nominowany do Australian Grammy Awards (ARIA) za swoją twórczość.
Wkrótce po występie Res Publiki w 1979 na ogólnopolskim przeglądzie „Muzyka Młodej Generacji”, wiosną 1980 Ruciński porzucił zespół, który pod zmienioną nazwą Republika i kierunkiem nowego lidera Grzegorza Ciechowskiego zmienił styl i rozpoczął ogólnopolską karierę. Ruciński wyemigrował z kraju, początkowo do Australii, następnie do USA. Zajął się komponowaniem, głównie muzyki filmowej. W przemyśle filmowym działał także jako producent muzyczny i reżyser dźwięku. Jest autorem Koncertu gitarowego na gitarę jedenastostrunową i orkiestrę. Był konsultantem muzycznym polskiego Radia WAWa. Jego wiersze w wykonaniu Katarzyny Figury były przedstawiane w Polsce w telewizji i w radio. Był inicjatorem Artistic Vitamin Foundation – fundacji mającej na celu wspomaganie artystów w trudnej sytuacji życiowej.
Zmarł 21 kwietnia 2016 w Los Angeles. Jego prochy spoczęły na Cmentarzu Komunalnym we Włocławku.